# Kyperoúnta
Kyperoúnta (grec moderne : Κυπερούντα) est un village de Chypre situé dans le district de Limassol.
La ville date de la période byzantine et se serait appelée Chiperonda d'après des textes anciens. Elle tiendrait son nom de Cyperus rotundus (kyperos), le Souchet rond.

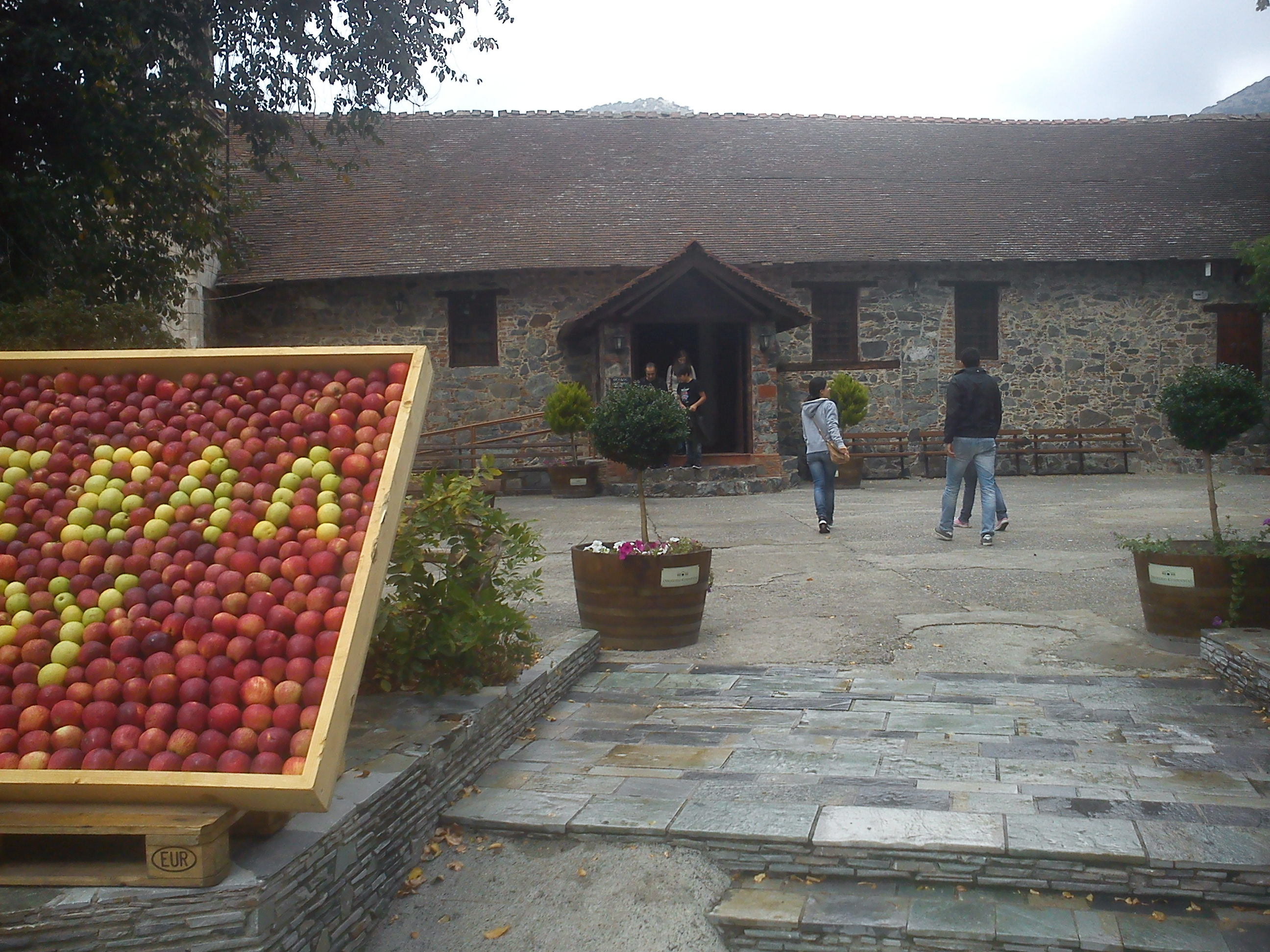
L'église Agias Marinas.
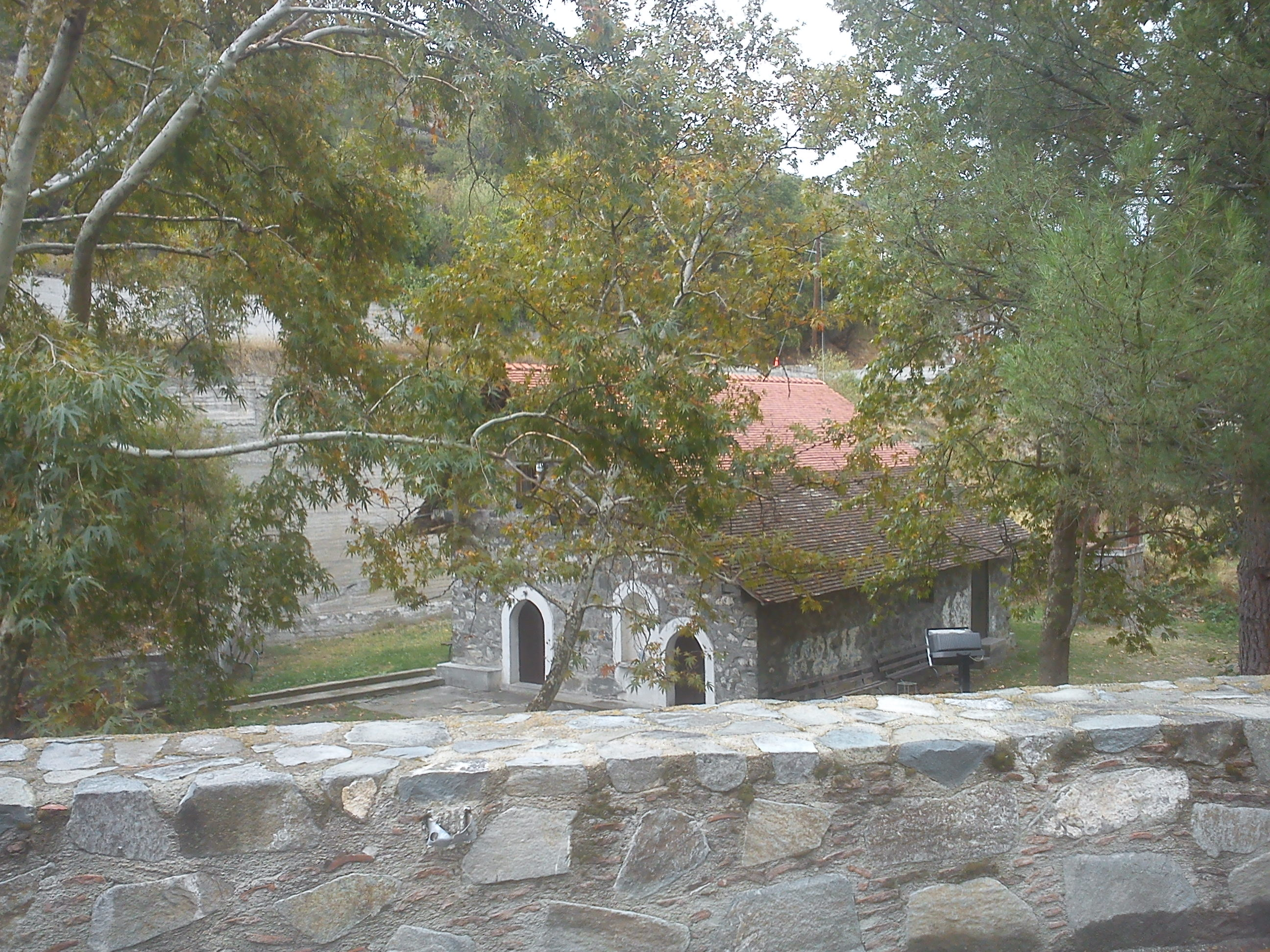
L'église de la Vierge Marie (Panagia) et Chrysosotiros.
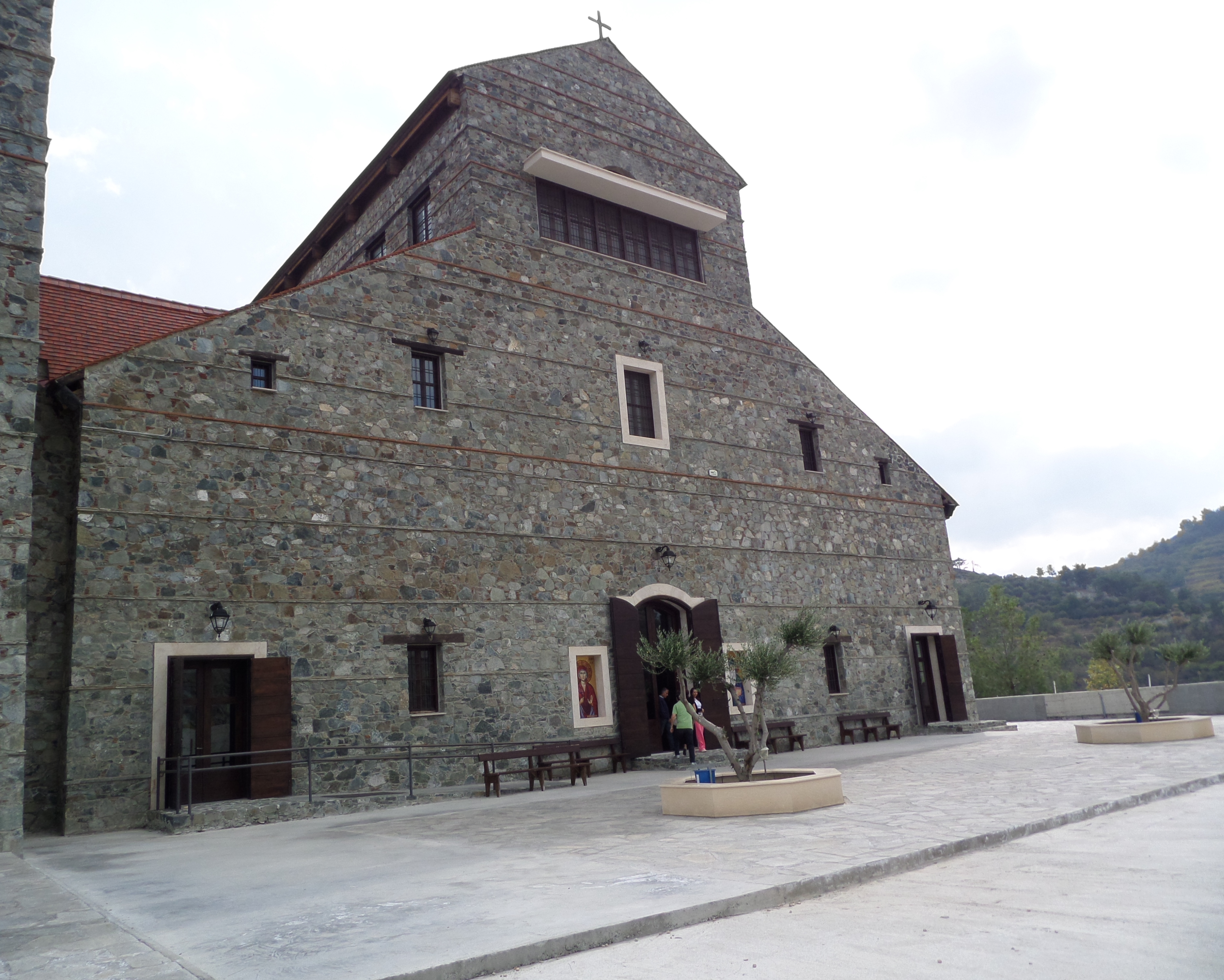
L'église Saint-Arsenios.